# Chłopak i dziewczyna (album)
Chłopak i dziewczyna – trzeci album polskiej grupy muzycznej Sixteen, wydany pod zmienioną nazwą zespołu na Sixteen-Seventeen w 2001 roku przez wydawnictwo muzyczne EMI Music Poland. Album zawiera 10 premierowych utworów. 
Pierwszym singlem promującym krążek został utwór „Kochaj... bo”.

## Lista utworów
Opracowano na podstawie materiału źródłowego.
1. „Z...akochałam się w tobie” – 3:05
2. „Kochaj... bo” – 3:33
3. „Niebieska fala” – 3:38
4. „Obudź we mnie Wenus 2001” – 3:50
5. „Pałałam do ciebie” – 3:43
6. „Ja chłopak” – 3:21
7. „Kiedy gram” – 3:30
8. „'A słońce pali” – 3:09
9. „My gołębie” – 4:11
10. „Kiedyś nie znałem...” – 4:35